# Kanimia
Kanimia là một chi thực vật có hoa trong họ Cúc (Asteraceae).

## Loài
Chi Kanimia gồm các loài: